# Biserica Armeano-Catolică
Biserica armeano-catolică (în armeană Հայ Կաթողիկե Եկեղեցի, Hay Gatoğighé Yegheğeți) este o biserică răsăriteană sui iuris, în comuniune deplină cu Biserica Romei.
Întâistătătorul acestei biserici este patriarhul Cicliciei, cu reședința la Bzommar, în Liban. Actualul patriarh armeano-catolic este Raphaël Bedros XXI Minassian⁠(en)[traduceți] (din 2021).
Biserica armeano-catolică folosește ritul armean.
În România are o eparhie (sau ordinariat), cu centrul la Gherla (jud. Cluj), și cuprinde patru parohii: Gherla, Gheorghieni, Dumbrăveni și Frumoasa (în trecut cinci, dat fiind faptul că cea din București e stinsă), subordonată arhiepiscopului romano-catolic de Alba Iulia. 